# Ridgecrest (Californië)
Ridgecrest is een plaats (city) in de Amerikaanse staat Californië, en valt bestuurlijk gezien onder Kern County.

## Demografie
Bij de volkstelling in 2000 werd het aantal inwoners vastgesteld op 24.927.
In 2006 is het aantal inwoners door het United States Census Bureau geschat op 26.170, een stijging van 1243 (5.0%).

## Geografie
Volgens het United States Census Bureau beslaat de plaats een oppervlakte van
55,5 km², waarvan 54,7 km² land en 0,8 km² water.

## Plaatsen in de nabije omgeving
De onderstaande figuur toont nabijgelegen plaatsen in een straal van 32 km rond Ridgecrest.

## Geboren
- Mark Hoppus (15 maart 1972,) zanger en bassist
- Jennifer O'Dell (27 november 1974), actrice